# Hydrogenophaga defluvii
Hydrogenophaga defluvii es una bacteria gramnegativa del género Hydrogenophaga. Fue descrita en el año 2005. Su etimología hace referencia a agua residual. Es aerobia y móvil por flagelo polar. Tiene un tamaño de 0,5 μm de ancho por 1,5 μm de largo. Catalasa y oxidasa positivas. Forma colonias circulares, convexas, lisas y de color amarillo pálido. Temperatura de crecimiento entre 10-37 °C, óptima de 25 °C. Se ha aislado de lodos activados en Alemania. 